# 耶稣运动
耶稣子民运动（Jesus Movement）是二十世纪60至70年代在美国西海岸发生的基督教运动，起源於恰克·史密斯（Chuck Smith）牧師的各各他浸信會（Calvary Chapel）與杭亭頓海灘（Huntington Beach）的所在，并在80年代消亡之前发展到北美和欧洲。它是在嬉皮士反文化运动中最重要的基督教元素，或者说，相反的，也可以说是新教内最主要的嬉皮士部分。运动的成员被称为耶稣人或耶稣怪。
耶稣子民运动留下了一系列的宗派和另一些基督教组织，曾对当代的基督教右派和左派的发展都有影响，耶稣音乐从中发展起来，很大的影响了当代的基督教音乐，帮助形成了各种风格，例如基督摇滚和基督金属乐，其中又以马拉那瑟音乐最具代表。

## 信仰和实践
耶稣运动在神学上属复原主义，寻求回到早期基督徒原初的生活。因此，耶稣人通常视教会为叛教者，尤视美国的教会为甚，并在总体上持决然反对主流文化的政治立场。耶稣运动的理论在某些情况下也会回归到简单生活和禁欲主义。耶稣人对神迹、符号和想象、忠诚、治疗、祈祷、圣经、圣灵力量展示等，有很强的信仰。
例如70年代在阿斯伯里大学的一次神奇的复兴引起了主流新媒体的注意，使之具有全国影响力。

## 引文
1. ↑  Larry Eskridge, "Jesus People" in Erwin Fahlbusch, Geoffrey William Bromiley, David B. Barrett, Encyclopedia of Christianity "The beginnings of the Jesus People movement can be traced to the San Francisco Bay area, where in 1965 a group of young bohemian converts began to gather within John MacDonald's First Baptist Church in Mill Valley, California."
2. ↑  .   [2011-08-29]. （原始内容存档于2016-03-04）.
3. ↑  One Divine Moment 的存檔，存档日期2010-05-12.